# Campionati mondiali di bob 1978
I Campionati mondiali di bob 1978, trentatreesima edizione della manifestazione organizzata dalla Federazione Internazionale di Bob e Skeleton, si sono disputati dal 4 al 12 febbraio 1978 a Lake Placid, negli Stati Uniti d'America, sulla pista Mt. Van Hoevenberg Olympic Bobsled Run, il tracciato sul quale si svolsero le competizioni del bob ai Giochi di Lake Placid 1932 (sebbene su una versione differente della pista) e le rassegne iridate maschili del 1949, del 1961, del 1969 e del 1973. La località, situata nello Stato di New York, ha ospitato quindi le competizioni iridate per la quinta volta nel bob a due e nel bob a quattro uomini.
L'edizione ha visto prevalere la Germania Est che si aggiudicò una medaglia d'oro, una d'argento e una di bronzo sulle sei disponibili in totale, sopravanzando di misura la Svizzera con un oro e un argento e lasciando alla Germania Ovest un bronzo. I titoli sono stati infatti conquistati nel bob a due uomini dagli svizzeri Erich Schärer e Josef Benz e nel bob a quattro dai tedeschi occidentali Horst Schönau, Horst Bernhardt, Harald Seifert e Bogdan Musiol.

## Risultati

### Bob a due uomini
La gara si è disputata il 4 e il 5 febbraio 1978 nell'arco di quattro manches. Campioni mondiali in carica erano gli svizzeri Hans Hiltebrand e Heinz Meier, con Hiltebrand giunto quarto in questa edizione con Alain Piaget al posto di Meier, e il titolo è stato pertanto vinto dai connazionali Erich Schärer e Josef Benz, davanti ai tedeschi orientali Meinhard Nehmer e Raimund Bethge, e ai tedeschi occidentali Jakob Resch e Walter Barfuss, tutti quanti per la prima volta su un podio mondiale nel bob a due.
| Pos. | Atleti                         | Nazione           | 1ª manche | 2ª manche | 3ª manche    | 4ª manche | Tempo totale | Distacco |
| ---- | ------------------------------ | ----------------- | --------- | --------- | ------------ | --------- | ------------ | -------- |
|      | Erich Schärer Josef Benz       | Svizzera I        | 1'05"97   | 1'06"40   | 1'05"12 (TR) | 1'05"40   | 4'22"89      | –        |
|      | Meinhard Nehmer Raimund Bethge | Germania Est II   | 1'06"10   | 1'06"09   | 1'06"50      | 1'06"09   | 4'24"78      | +1"89    |
|      | Jakob Resch Walter Barfuss     | Germania Ovest I  | 1'06"28   | 1'06"59   | 1'05"55      | 1'06"41   | 4'24"83      | +1"94    |
| 4    | Hans Hiltebrand Alain Piaget   | Svizzera II       | 1'06"48   | 1'06"92   | 1'05"53      | 1'06"03   | 4'24"96      | +2"07    |
| 5    | Horst Schönau Harald Seifert   | Germania Est I    | nd        | nd        | nd           | nd        | 4'25"06      | +2"17    |
| 6    | Peter Hell Dieter Gebard       | Germania Ovest II | nd        | nd        | 1'05"44      | nd        | 4'25"35      | +2"46    |

Nota: in grassetto il miglior tempo di manche. TR = record del tracciato (track record).

### Bob a quattro
La gara si è disputata l'11 e il 12 febbraio 1978 nell'arco di quattro manches. Campione mondiale in carica era il quartetto tedesco orientale composto da Meinhard Nehmer, Bernhard Germeshausen, Hans-Jürgen Gerhardt e Raimund Bethge, giunto terzo in questa occasione e vincitore quindi della medaglia di bronzo. Il titolo è stato pertanto conquistato dall'equipaggio formato dai connazionali Horst Schönau, Horst Bernhardt, Harald Seifert e Bogdan Musiol, tutti quanti per la prima volta su un podio mondiale di specialità, davanti alla compagine svizzera composta da Erich Schärer, Ulrich Bächli, Rudolf Marti e Josef Benz, con Schärer alla sua quinta medaglia mondiale nel bob a quattro, di cui tre d'oro vinte nel 1971, nel 1973 e nel 1975 e una d'argento colta nella precedente edizione di Sankt Moritz 1977, mentre Benz fu anch'egli oro nel 1975 e, con anche Bächli e Marti nel medesimo equipaggio, argento nel 1977.
| Pos. | Atleti                                                                    | Nazione           | 1ª manche | 2ª manche | 3ª manche | 4ª manche | Totale  | Distacco |
| ---- | ------------------------------------------------------------------------- | ----------------- | --------- | --------- | --------- | --------- | ------- | -------- |
|      | Horst Schönau Harald Seifert Horst Bernhardt Bogdan Musiol                | Germania Est II   | 1'04"36   | 1'04"30   | 1'04"26   | 1'04"58   | 4'17"50 | –        |
|      | Erich Schärer Ulrich Bächli Rudolf Marti Josef Benz                       | Svizzera I        | 1'03"90   | 1'04"68   | 1'04"60   | 1'04"49   | 4'17"67 | +0"17    |
|      | Meinhard Nehmer Raimund Bethge Bernhard Germeshausen Hans-Jürgen Gerhardt | Germania Est I    | 1'04"20   | 1'04"61   | 1'04"39   | 1'04"71   | 4'17"91 | +0"41    |
| 4    | Walter Delle Karth Kurt Oberhöller Hans Eichinger Franz Jakob             | Austria II        | 1'03"97   | 1'04"42   | 1'05"15   | 1'04"66   | 4'18"20 | +0"70    |
| 5    | Peter Schärer Max Rüegg Toni Rüegg Armin Baumgartner                      | Svizzera II       | 1'03"97   | 1'04"42   | 1'05"15   | 1'04"66   | 4'19"43 | +1"93    |
| 6    | Paul Vincent L. Pugh Bob Hickey Tony Carlino                              | Stati Uniti       | 1'04"49   | 1'04"93   | 1'05"11   | 1'04"96   | 4'19"49 | +1"99    |
| 7    | Peter Hell nd                                                             | Germania Ovest II | nd        | nd        | nd        | nd        | 4'19"78 | +2"28    |
| 8    | Dragoş Panaitescu nd                                                      | Romania I         | nd        | nd        | nd        | nd        | 4'19"89 | +2"39    |
| 9    | Jakob Resch nd                                                            | Germania Ovest I  | nd        | nd        | nd        | nd        | 4'20"59 | +3"09    |
| 10   | Carl-Erik Eriksson nd                                                     | Svezia            | nd        | nd        | nd        | nd        | 4'21"07 | +3"57    |

## Medagliere
| Pos.   | Nazione        | Oro | Argento | Bronzo | Totale |
| ------ | -------------- | --- | ------- | ------ | ------ |
| 1      | Germania Est   | 1   | 1       | 1      | 3      |
| 2      | Svizzera       | 1   | 1       | 0      | 2      |
| 3      | Germania Ovest | 0   | 0       | 1      | 1      |
| Totale | Totale         | 2   | 2       | 2      | 6      |